# Ніссін (монах)
Ніссін (яп. 日親, にっしん, «Рідний сонцю» 1407 — 17 вересня 1488) — японський монах секти Нітірен періоду Муроматі.

## Короткі відомості
Ніссін був сином Ханітані Сіґецуґу, самурайського володаря з провінції Кадзуса.
У юному віці Ніссіна віддали до навчання у монастир Хокекьодзі. Згодом Нісіін прибув до Кіото і проповідував там на вулицях. У столиці він заснував новий монастир Хонбодзі.
1439 року Ніссін написав «Трактат про становлення правильного і управління країною» (立正治国論). Його метою було навернення у секту Нітірен сьоґунського роду Асікаґа, але критика правлячого сьоґуна Асікаґи Йосінорі стала причиною арешту необачного автора. 1440 року Ніссін був підданий тортурам — йому на голову одягали розпечену до жару каструлю. За переказами, незважаючи на муки, монах залишався спокійним і навіть не змінився в обличчі. По смерті Йосінорі, Ніссіна випустили з в'язниці, а в миру він отримав прізвисько Набеканмурі — «коронований каструлею».
Ніссін вважається першим японським мислителем, який висунув принцип «не приймай і не даруй». Він полягав у відмові віруючих секти Нітірен приймати пожертви від вірних інших сект, а також у відмові жертвувати свої речі монахам не-нітеренівцям.